# Aleksandr Lébed
Aleksandr Ivànovitx Lébed (rus Алекса́ндр Ива́нович Ле́бедь) (Novotxerkassk, óblast de Rostov 20 d'abril de 1950-Abakan, Khakàssia 28 d'abril de 2002) fou un popular tinent general i polític rus mort en un accident amb un helicòpter Mi-8.
Era fill d'una família obrera del Caucas, emprengué de jove la carrera militar i arribà a ser un heroi de la guerra de l'Afganistan. Mercè a això fou nomenat comandant de la 106a Divisió Aerotransportada de Tula de 1990 a 1991. Quan es va produir el cop soviètic de 1991 per membres de la vella guàrdia comunista que segrestaren Mikhaïl Gorbatxov, va desobeir les ordres d'atacar els parlamentaris encapçalats per Borís Ieltsin atrinxerats a la Casa Blanca. Gràcies a aquests fets fou nomenat adjunt al comandant de les Tropes Aerotransportades Russes, general Pavel Gratxov. El 1992 fou el cap del 14è Exèrcit Rus a Moldàvia, i jugà un rol important en els conflictes amb Gagaúsia i Transnístria.
El juny del 1995 abandonà les forces armades per dedicar-se a la política. El 1995 fou elegit diputat de la Duma pel partit Congrés de les Comunitats Russes (KRO). Al juliol del 1996, després de presentar-se com a candidat a les eleccions presidencials de Rússia (1996), el president de Rússia Borís Ieltsin el nomenà nou secretari del Consell de Seguretat de Rússia, però hom el va fer cessar a l'octubre acusat de preparar un cop d'estat. Fundà el Partit Nacional Republicà i l'any 1998 fou escollit governador del krai de Krasnoiarsk. Morí en accident d'helicòpter en estranyes circumstàncies.